# Olof Tedin
Karl Olof (Olle) Tedin, född 28 februari 1898 i Svalöv, Malmöhus län, död där 4 juni 1966, var en svensk genetiker; son till Hans Tedin.
Tedin avlade studentexamen 1916, blev filosofie doktor i Lund 1927, docent i ärftlighetslära där 1929 och avdelningsföreståndare vid Sveriges utsädesförening i Svalöv 1931. Han företog studieresor i USA 1925-26 och 1947 samt i Tyskland och Nederländerna 1938. Han invaldes som ledamot av Lantbruksakademien 1945 och av Fysiografiska sällskapet i Lund 1950. 
Förutom gradualavhandlingen Vererbung, Variation und Systematik in der Gattung Camelina (1925) märks bland hans skrifter främst Biologisk variationsanalys (tillsammans med Gert Bonnier, 1940, andra upplagan 1957, tysk upplaga av Hans-Otto Gravert och Wilhelm Pollheide 1959 under titeln "Biologische Variationsanalyse: die statistischen Methode zur Auswertung biologischer Versuche, insbesondere auf dem Gebiet der Tierzucht")